# NGC 922
NGC 922 is een balkspiraalstelsel in het sterrenbeeld Oven. Het hemelobject werd op 17 november 1784 ontdekt door de Duits-Britse astronoom William Herschel.

## Synoniemen
- GC 9172
- ESO 478-28
- MCG -4-6-37
- UGCA 30
- AM 0222-250
- IRAS02228-2500